# Johann Baptist Schels
Johann Baptist Schels (* 9. November 1780 in Brünn; † 8. Oktober 1847 in Wien) war ein österreichischer Offizier und Schriftsteller.

## Leben
Schels wurde als Sohn eines Staatsbeamten geboren. Nach philosophischen Studien wurde er zunächst Konzeptspraktikant bei der Bankal-Direktion. Anschließend wandte er sich jedoch seinem Wunsch entsprechend der militärischen Laufbahn zu. 1800 trat er als Kadett ein, wurde 1801 dann Fähnrich. 1804 erfolgte die Beförderung zum Leutnant, im Jahr darauf die Aufnahme in den Generalquartiermeisterstab. Noch im selben Jahr nahm er am Koalitionskrieg-Feldzug von 1805 teil. In den darauffolgenden Jahren war er an verschiedenen Stellen in Österreich bei der Landesbeschreibung eingesetzt.
1809 wurde Schels zum Pionierkorps versetzt. Er war Teilnehmer am Feldzug in Galizien des Fünften Koalitionskrieges, wurde dabei jedoch so schwer verwundet, dass er noch im selben Jahr für kriegsuntauglich erklärt wurde. Dies war der Ausgangspunkt für seine schreibende Tätigkeit, die sich in der Folgezeit entfalten sollte. Er wurde in das Literarische Büro des Generalquartiermeisterstabes versetzt, wo nun seine Aufgabe das Abfassen von Berichten und Statuten war. 1813 wechselte er dort in das Geheime Kundschaftsbüro und war nun gleichzeitig für die Erstellung der Bulletins für die Armeezeitung verantwortlich. 1815 war er als Mitglied der Adjutantur des Feldmarschall von Schwarzenberg Teilnehmer des Feldzuges von 1815 im Sechsten Koalitionskrieg.
Schels wurde 1816 der kriegsgeschichtlichen Abteilung des noch recht jungen k.k. Kriegsarchives in Wien zugeteilt. Ab 1818 gab er mit Feldmarschall Leonhard von Rothkirch die Neue militärische Zeitschrift heraus, für die er von 1811 bis 1813 bereits als Redakteur tätig war. 1831 erfolgte seine Beförderung zum Major und seine Ernennung zum Vorstand der Bibliothek des Kriegsarchivs. Hier leistete er unter anderem eine Neuordnung des Bestandes sowie die Erstellung eines alphabetischen Kataloges. 1842 wurde er schließlich zum Oberstleutnant befördert. Er war neben allgemeinhistorischen Publikationen insbesondere auf dem Gebiet der Kriegsgeschichte schriftstellerisch tätig.

## Werke (Auswahl)
- Geschichte der Länder des österreichischen Kaiserstaates, 9 Bände, Heubner, Wien 1819–1828.
- Der Felddienst, 4 Bände, Wien 1824.
- Geschichte des südöstlichen Europa unter der Herrschaft der Römer und Türken, 2 Bände, Wien 1827–1828.
- Die Feldzüge der Oesterreicher in Italien 1733–1735, Wien 1834.